# سن نیکولو دی کملیکو
سن نیکولو دی کملیکو (به ایتالیایی: San Nicolò di Comelico) یک کومونه در ایتالیا است که در استان بلونو واقع شده‌است. سن نیکولو دی کملیکو ۲۴٫۳ کیلومتر مربع مساحت و ۴۱۹ نفر جمعیت دارد و ۱٬۰۶۱ متر بالاتر از سطح دریا واقع شده‌است.